# Kuwadzana
Kuwadzana é um subúrbio de Harare, capital do Zimbábue. Está localizada no limite ocidental da cidade, logo ao sul da estrada Harare-Bulawayo.